# Báječní muži na létajících strojích
Báječní muži na létajících strojích (v originále Those Magnificent Men in Their Flying Machines, or How I Flew from London to Paris in 25 hours 11 minutes) je britská filmová komedie z roku 1965 pojednávající o fiktivním leteckém závodu v roce 1910 mezi Londýnem a Paříží v dobách, kdy létání s letouny těžšími než vzduch bylo ještě v plenkách a šlo o velké i hodně nebezpečné dobrodružství. Film režíroval Brit Ken Annakin. Film kombinuje lehkou bláznivou a jemně situační komedii s jednoduchou zápletkou. Byl nominován na Oscara i Zlatý glóbus.

## Děj filmu
Hlavní osu děje tvoří letecký závod na trase mezi Londýnem a Paříží o finanční odměnu 10 tisíc liber, který vypsal majitel britského listu Daily Post lord Rawnsley. Účelem závodu je, mimo jiné, také pozvednout britskou národní hrdost a ukázat světu, že Británie nezaostává ani v právě nově se zrodivším oboru dopravy, v letectví. Jednu z dějových os také tvoří komicky parodované národní soutěžení probíhající především mezi zástupci Velké Británie (Anglie/Skotska), Spojených států amerických, Japonska, Itálie, Německa a Francie.
Film mimo jiné karikuje stereotypy národních povah a charakterů v kombinaci s nostalgií ze zašlých časů, z doby krátce před 1. světovou válkou, kdy lidé byli očarováni prudkým rozmachem vědecko-technického pokroku a aviatikou.

## Použitá technika
Závodu se ve filmu zúčastnilo celkem 13 letounů těžších než vzduch, z nich 6 byly repliky původních strojů oné doby, dalších 7 pak tvořily napodobeniny vytvořené filmovými výtvarníky pouze pro tento snímek.

## Obsazení
| Stuart Whitman          | Orvil Newton                                   |
| Sarah Milesová          | Patricia Rawnsley                              |
| James Fox               | Richard Mays                                   |
| Alberto Sordi           | hrabě Emilio Ponticelli                        |
| Robert Morley           | lord Rawnsley                                  |
| Gert Fröbe              | hrabě Manfred von Holstein                     |
| Jean-Pierre Cassel      | Pierre Dubois                                  |
| Irina Demicková         | Brigitte/Ingrid/Marlene/Françoise/Yvette/Betty |
| Eric Sykes              | Courtney                                       |
| Terry-Thomas            | sir Percy Ware-Armitage                        |
| Red Skelton             | neandrtálec                                    |
| Júdžiró Išihara         | Jamamoto                                       |
| Benny Hill              | hasič Perkins                                  |
| Flora Robsonová         | matka                                          |
| Karl Michael Vogler     | kapitán Rumpelstoss                            |
| Sam Wanamaker           | George Gruber                                  |
| Tony Hancock            | Harry Popperwell                               |
| Eric Barker             | francouzský listonoš                           |
| Maurice Denham          | skokan                                         |
| Fred Emney              | plukovník                                      |
| Gordon Jackson          | MacDougal                                      |
| Davy Kaye               | Jean                                           |
| John Le Mesurier        | malíř                                          |
| Jeremy Lloyd            | des Parsons                                    |
| Zena Marshallová        | hraběnka Ponticelli                            |
| Millicent Martinová     | hosteska                                       |
| Eric Pohlmann           | italský major                                  |
| Graham Stark            | hasič                                          |
| Jimmy Thompson          | fotograf                                       |
| James Robertson Justice | vypravěč                                       |
| Norman Rossington       | šéf hasičů                                     |

## Filmový štáb
- scénář: Jack Davies, Ken Annakin
- kamera: Christopher Challis
- hudba: Ron Goodwin
- kostýmy: Osbert Lancaster, Dinah Greet
- střih: Gordon Stone, Anne V. Coates
- zvuk: John W. Mitchell, Gordon K. McCallum
- produkce: Stan Margulies
- zvláštní efekty: Richard Parker
- asistent režie: Don Sharp, Clive Reed
- vedoucí výpravy: Tom N. Morahan

## České znění
- Lubomír Lipský – Gascoyne
- Jiří Krampol – Orvil Newton
- Václav Postránecký – Yamamoto
- Mirko Musil – fotograf
- Dalimil Klapka – Courtney